# Лото

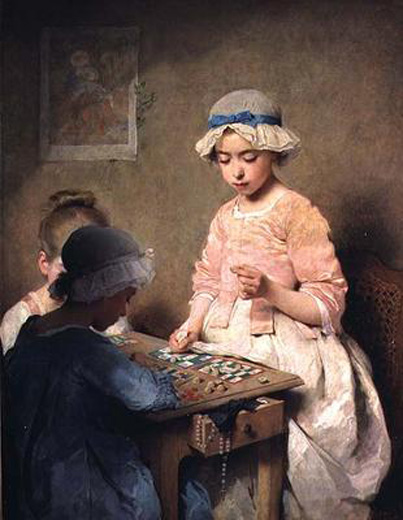
Шарль Шаплен «Игра в лото» (1865)

Лото́ (фр. loto, от итал. lotto) — азартная игра на особых картах с напечатанными на них рядами чисел.

## История
Впервые лото появилось в Генуе (Италия) в XVI веке. Игра сразу же получила огромную популярность, но уже через некоторое время была запрещена Венецианским сенатом как азартная. В России же лото появилось лишь в XVIII веке и сразу вызвало к себе большой интерес, но доступно было лишь для обеспеченных людей. Лишь в XX веке к этой игре смогли приобщиться и другие слои населения. В СССР лото было признано семейной и развивающей игрой.

## Правила игры
На карте в трёх рядах и девяти колонках расположены 15 случайных чисел по 5 в ряду; разряд десятков цифр соответствует номеру колонки слева, считая с нуля; 90 помещается в последнюю колонку. Игра состоит в том, что играющие закрывают на картах номера, от 1 до 90, обозначенные на специальных фишках (чаще деревянных или пластмассовых бочонках). Один из участников игры (обычно по очереди в каждом круге) называет номера, которые он читает на взятых из мешка «втёмную» фишках. Выигрывает игрок, который раньше закроет все числа либо (по договорённости) один и более горизонтальных рядов на своей карточке. В последнем случае выигрыш, в зависимости от закрытого ряда, может составлять лишь половину кона или вообще отсутствовать, лишь завершая текущий круг и начиная следующий: с переходом права «выкликать» следующему игроку и необходимостью делать всем (возможно, кроме выигравшего) новые ставки на кон. Ставки обычно делаются «от каждой карты» с возможностью игрока играть на нескольких картах.
Аналогом лото служат игры бинго, где используется лототрон с шарами: в США используется 75 шаров, в Великобритании — 90 шаров. Тот, кто произносит «бинго», закрыв все числа, побеждает в подобных играх.
Многие числа на бочонках имеют и народные названия, как традиционные для данного числа (например 12 — дюжина, 13 — чёртова дюжина), так и специфические для лото:
 1 — единица, кол, копейка, рупь, Пётр I, совсем один

 2 — пара, двойка, неуд, гусь/лебедь, утя, «два сапога пара» (из пословицы «два сапога — пара, да оба на левую ногу надеты»)

 3 — трое, на троих, троица, крендель

 4 — стул<ьчик>, хорошист

 5 — пятёрка, отличник, петух

 6 — точка снизу (затем уточняется номер), Антон Павлович Чехов («Палата № 6»)

 7 — топор<ик>, кочерёжка, Семь чудес света

 8 — Женский день, 8 марта, матрёшка, обручальные кольца, снеговик

 9 — точка снизу (затем уточняется номер), День Победы

 10 — часовой, червонец, бычий глаз, череп

 11 — барабанные палочки

 12 — дюжина, Шекспир — «Двенадцатая ночь»

 13 — чёртова дюжина (разговорное название числа 13)

 14 — День святого Валентина, Олимпиада в Сочи, Сочи

 15 — Пятнадцатилетний капитан (имеется в виду роман Жюля Верна)

 16 — кругом шестнадцать

 17 — «где мои семнадцать лет» (цитата из песни В. Высоцкого «Большой Каретный»), Штирлиц (имеется в виду телефильм «Семнадцать мгновений весны»)

 18 — в первый раз (18 лет — в СССР возраст, с которого допускалось вступление в брак самостоятельно)

 19 — коронавирус (имеется в виду вирусное заболевание COVID-19)

 20 — лебединое озеро, гусь на тарелке

 21 — очко (русский вариант карточной игры «двадцать одно»)

 22 — утята, утя-утя, гуси-лебеди

 23 — два притопа, три прихлопа

 24 — лебедь/гусь на стуле, день в ночь — сутки прочь

 25 — опять двадцать пять, чекушка, четвертак

 26 — комиссары (бакинские)

 27 — лебедь/гусь с топором

 28 — сено косим

 29 — високосный год, двадцать девок

 30 — <тридцать лет, а> ума нет

 31 — с Новым годом!

 32 — три притопа, два прихлопа

 33 — богатыри (имеются в виду 33 богатыря — персонажи сказки А. Пушкина «Сказка о царе Салтане»), кудри, кучерявый

 34

 35

 36 — температура (нормальная)

 37

 38 — Петровка 38, 38 попугаев

 39 — Ветхий Завет (39 книг Танаха), тридцать девок

 40 — Али-Баба (главный герой арабской сказки «Али-Баба и сорок разбойников»), бабий век (усечение пословицы «Бабий век сорок лет»)

 41 — ем один

 42 — сороковые роковые

 43 — Сталинград (имеется в виду Сталинградская битва 1943 года)

 44 — стульчики, «Сорок четыре Весёлых чижа» (строфы из стихотворения «Весёлые чижи» Даниила Хармса)

 45 — баба ягодка опять (поговорка «В 45 — баба ягодка опять»)

 46 — хромосомы

 47 — баба ягодка совсем, серебро (атомный номер серебра в таблице Менделеева)

 48 — сено косим, половинку просим

 49 — сорок девок

 50 — полста, полтинник

 51 — «великолепная пятёрка и вратарь» (цитата из песни «Трус не играет в хоккей»)

 52

 53 — холодное лето 53-го (имеется в виду фильм «Холодное лето пятьдесят третьего…» или Амнистия 1953 года), смерть Сталина

 54

 55 — пенсионерка (55 лет — в СССР возраст выхода женщин на пенсию), перчатки, варежки, два петуха

 56 — оттепель (либерализация жизни в СССР вследствие решений XX съезда КПСС в 1956 году)

 57 — спутник (1957 год — год запуска первого искусственного спутника Земли)

 58

 59 — пятьдесят девок

 60 — пенсионер (60 лет — в СССР возраст выхода мужчин на пенсию)

 61 — Гагарин (в 1961 году Юрий Гагарин стал первым человеком в мировой истории, совершившим полёт в космическое пространство)

 62

 63 — Терешкова (1963 год — год полета первой женщины космонавта Валентины Терешковой)

 64 — шахматы (количество клеток на шахматной доске)

 65

 66 — валенки, салазки, девяносто девять

 67

 68

 69 — свиньи/чушки спят/спали, туда-сюда, «Ты мне, я Тебе», «Та Ту», «Тот у Того», перевёртыши

 70 — юбилей, топор в озере

 71 — семеро одного не ждут

 72

 73

 74

 75 — семь пятниц <на неделе>

 76

 77 — топорики, «Семён Семёныч!» (фраза из фильма «Бриллиантовая рука»), сапоги

 78

 79 — золото (атомный номер золота в таблице Менделеева)

 80 — бабушка, Олимпиада в Москве

 81 — бабка с клюшкой (клюкой), девушка с веслом

 82 — бабушка надвое сказала (усечение пословицы «Бабушка гадала, да надвое сказала: то ли дождь, то ли снег; то ли будет, то ли нет»)

 83

 84

 85 — Перестройка (1985 год — начало Перестройки)

 86 — Чернобыль (Авария на Чернобыльской АЭС 1986 года)

 87 — смерть с косой

 88 — матрёшки, бублики, крендельки, бабушки, снеговики

 89 — дедушкин сосед

 90 — дед<ушка>

### Вариации
Существуют различные вариации лото, когда на карточках изображены другие символы. Лото становится дидактической игрой для обучения младшеклассников правилам дорожного движения, развития у школьников средней школы комбинаторного мышления.

## Лото в культуре
В рассказе А. П. Чехова «Детвора» в лото играют оставшиеся вечером без присмотра дети: 2 брата, 2 сестры и сын кухарки. В их игру хотел «войти» и гимназист Вася, но из-за того, что вместо оговорённой ставки в 1 копейку он поставил рубль, дети отказались принять его в игру.
В советское время игра стала символом мещанства, «бывших», лишенцев: в фильме «Свет над Россией» (1947) персонаж Оптимист (в исполнении Ростислава Плятта) восклицает: «А давайте… играть в лото! Нас придут забирать — а мы сидим и играем в лото!».

### Лотерейные телевизионные игры и трансляции
- Спортлото 19 октября 1970 1 программа ЦТ, 1-й канал Останкино, ОРТ — 10 января 2004 НТВ. Ведущие — Татьяна Малышенко, Сергей Точильников, Игорь Шатунов
- Лотто-Миллион 1 октября 1992 - 26 декабря 2009 1-й канал Останкино, РТР, ОРТ. Ведущие - Михаил Ширвиндт, Степан Полянский
- Русское лото[6][7][8]16 октября 1994 - н. в. РТР/Россия, Спорт, НТВ — это коммерческая версия народной игры «лото». Имеет статус государственной лотереи. Призы бывают как денежные, так и вещевые (квартиры, автомобили и пр.). Розыгрыши проходят на телеканале НТВ еженедельно[9]. Ведущие — Сергей Дитятев, Валерий Москалёв (оба — 1994), Михаил Борисов (1994—2020), Анна Маркова (12 ноября 2000), Ирида Хусаинова (20 сентября, 11 октября 2020 года), Владимир Маркин (два выпуска 2020 года), Алексей Лысенков, Дмитрий Губерниев (оба — 2021—2023), Вячеслав Макаров, Роман Юнусов (оба — с 2024 года).
- "Лотерея АвтоВАЗ" 2003 - 2004 АРТ-Телесеть, REN-TV, НТВ
- «Лотто-Бинго» 22 февраля 1997 — 1 ноября 1997 Петербург — Пятый канал. Ведущий — Николай Поздеев
- Золотой ключ 20 декабря 1997 — 6 июня 2015 ТВ Центр (20 декабря 1997 — 11 июля 1998), РТР/Россия (6 марта 1999 — 19 августа 2006), НТВ (2 сентября 2006 — 6 июня 2015). Ведущие — Светлана Мельникова (1997-98), Виталий Хаев/Виктор Бертье (псевдоним) (1999—2015), Кирилл Иванченко (2003—2015), Лада Негруль (2007—2015)
- На коне 1997 РТР
- ТВ-Бинго-Шоу, Бинго-миллион, Бинго-миллионер, Бинго-ТВ (с 16 сентября 2000 года по 2014 год), РТР, Россия, ТНТ, Спорт, ТДК. Ведущие — Владимир Маркин, Ксения Алфёрова, Александр Пономаренко, Валерий Пономаренко, Катя Андреева, Люба Андреева, Светлана Тимофеева-Летуновская, Алексей, Марина Хайдина, Виктор Рудниченко, Наталья Русинова, Кирилл Просвиренников
- «Щедрое лото» 31 декабря 2001 — 31 августа 2002 REN TV. Ведущие — Олег Марусев, Валерий Закутский
- Шар удачи 1 декабря 2002 — 20 марта 2005 НТВ (1 декабря 2002 — 31 октября 2004), ТВЦ (7 ноября 2004 — 20 марта 2005). Ведущий — Алексей Шахматов
- Золото лото 22 февраля 2003 — настоящее время Национальная лотерея Украины (Украина)
- «Играем в Кено» 27 апреля 2003 — 22 февраля 2004 НТВ
- Мегалото 2003 - 2004 ТВ Центр
- Олимпион 2003 - 2006 ТВ Центр
- Честная игра 8 июля 2004 — 24 марта 2007 REN TV/РЕН ТВ
- Суперлото 27 февраля 2005 — настоящее время Первый национальный канал (Белоруссия)
- Козырная карта 23 сентября 2006 — 28 июня 2014 НТВ. Ведущий — Кирилл Иванченко
- «Золотые кубики» 20 января — 28 июля 2007 НТВ. Ведущий — Виталий Хаев/Виктор Бертье (псевдоним)
- Русская тройка 4 августа 2007 — 28 июня 2014 НТВ. Ведущие — Виталий Хаев/Виктор Бертье (псевдоним) и Лада Негруль
- «С днём рождения!» 23 сентября 2007 — 27 февраля 2008 НТВ
- «Золотой ключ 6 из 36» 20 сентября 2014 — 6 июня 2015 НТВ. Ведущая — Лада Негруль
- Код удачи 2011 — 1 июля 2014 НТВ
- «Ваше лото» 14 июля 2001—2022 январь Беларусь 2
- «То! Лото» с января 2022 — первоначально НТВ-Беларусь, позже на Беларусь 3